# Грив'ятки (зупинний пункт)
Грив'я́тки — пасажирський залізничний зупинний пункт Рівненської дирекції Львівської залізниці.
Розташований у селі Грив'ятки, Ковельський район, Волинської області на лінії Сарни — Ковель між станціями Ковель (23 км) та Повурськ (11 км).
Станом на 2025 рік, щодня одна пара приміського поїзда прямує за напрямком Ковель-Пасажирський — Сарни.